# Bolotnye soldaty
Bolotnye soldaty (Болотные солдаты) è un film del 1938 diretto da Aleksandr Veniaminovič Mačeret.